# Primijenjene umjetnosti
Primijenjenom umjetnosti nazivamo sve umjetnosti koje obuhvaćaju oblikovanje predmeta praktične uporabe. To je širi naziv za umjetnički obrt ili dekorativne umjetnosti (naziv koji se i danas koristi u nekim zemljama). 
U prošlosti, kada nije bilo tvornica nego samo obrtničkih radnji, razne predmete (oruđe i oružje, nakit, odjeću, posuđe, pokućstvo itd.) proizvodili su ručno majstori obrtnici, i trudili su se da ti predmeti budu što zanimljiviji oblikom ili lijepo ukrašeni. Djela koja su nastala ručno su individualna djela, nazivamo ih unikati i imaju posebnu vrijednost.
Primijenjene umjetnosti dijelimo na više vrsta: tekstil (vezenje, tkanje, pletenje i dr.), unutarnju arhitekturu (uređenje interijera), kostimografiju, primijenjeno slikarstvo, primijenjeno kiparstvo i primijenjenu grafiku.
Mnoge druge umjetničke djelatnosti se mogu svrstati u primijenjene umjetnosti. 

## Tekstilne umjetnosti
Tekstilne umjetnosti su one umjetničke djelatnosti u kojima se koriste biljna, životinjska ili sintetička vlakna pri izradi praktičnih ili dekorativnih predmeta. 
Od kada postoje tkanine, od najranijeg razdoblja ljudske povijesti, one su se koristile za ukrašavanje i bivale su ukrašivane. Potreba za luksuznim tkaninama je bila jedan od pokretača razvoja ljudske civilizacije (put svile) i pojave humanizma i renesanse, dok je industrijskom revolucijom (tkalački stroj) proizvodnja tekstila postala serijskom i postupno dovodi do pojave tekstilnog dizajna  Arhivirana inačica izvorne stranice od 19. studenoga 2009. (Wayback Machine), a tekstilne umjetnosti sve više postaju dijelom narodne umjetnosti.
Riječ tekstil je izvedenica iz latinskog pojma texere u značenju "plesti", "vezti" ili "graditi". Najjednostavniji tekstilni predmeti su proizvedeni valjanjem (filc), pri čemu se životinjska vlakna povezuju zagrijavanjem i vlaženjem. Većina tekstila nastaje uvezivanjem i pređenje vlakana u predivo (ili konopac ako je izrazito grubo predenje). Predivo se potom upliće, plete ili tka kako bi se dobile fleksibilne tkanine ili platna za pravljenje odjeće ili prekrivanje namještaja. Svi ovi izrazi: filc, pređa, tkanina i tapacirung su i izrazi za tekstil.
Tekstilne umjetnosti se dijele prema tehnikama kojima se dotjeruju ili dekoriraju tkanine: bojenje i otiskivanje uzoraka i boja, vezovi, goblen, čipkanje; te komplicirane tehnike kao što su šivanje, pletenje, kukičanje, krojenje; ali i prema alatkama koje se koriste (razboj i razne igle za pletenje), i predmetima koji nastaju ovim tehnikama, poput tapiserija, tepiha, prekrivača.

## Narodna umjetnost
Narodna umjetnost pripadala je području primijenjene umjetnosti, a izražavala se u oblikovanju seoskih domova, namještaja, odjeće i obuće, nakita, posuđa i oruđa, vezanih za neko regionalno ruralno područje.
Još uvijek nije postignuta suglasnost o karakteru i sadržaju te umjetnosti. Nevolje nastaju već kod općih terminoloških odrednica, definicija i klasifikacija (narodna, pučka, seljačka, folklorna, tradicijska, spontana, provincijalna, masovna). Općenito se smatra da je kolektiv, zajednica (selo) temeljno izvorište, ali i konzument književne, glazbene, pa i likovne pučke umjetnosti. Svakako se nameće i njezino viđenje kao primijenjene umjetnosti s rustificiranim oblicima, prepoznatljivom selektivnošću u izboru materijala, tehnika i motiva. Ali, i sinkretizmu nastalom pod različitim utjecajima. Ovdje treba imati u vidu i činjenicu da narodna likovna umjetnost u pravilu nije sama sebi svrhom kao zaseban esteski ideal, nego je mozaik različitih umjetničkih elemenata prisutnih u svakodnevnom životu: na kućama i općenito arhitektonskom oblikovanju, inventaru, brojnim predmetima i različitim materijalima svakodnevne upotrebe, predmetima vezanim uz vjerovanja, obrede i običaje.

## Primijenjeno slikarstvo
Primijenjeno slikarstvo služi ukrašavanju (dekoriranju) nekog prostora, građevine, uporabnog predmeta ili knjige. Tako su tehnike mozaika, freske, vitraja i iluminiranja knjiga, tehnike slikarstva koje se najčešće koriste.
Ilustracija je popratni slikovni dodatak uz neki tekst (u knjizi ili časopisu) te može biti oblik primijenjenog slikarstva ili grafike. Obično je uvijek ilustrirana naslovnica knjige, jer tako privlači pozornost kupaca. 
- Iluminirana stranica Lindisfarnskog evanđelja iz oko 710. god.
- Umjetnost kaligrafije u Kini datira još od 2000. pr. Kr., a najviše se rabila za prijenos filozofskih ideja konfucionizma (諸子百家; zhūzǐ bǎijiā")<ref> Kaligrafija
- Dresdenski kodeks je autentična iluminirana knjiga Maya iz Meksika (12. st.) s astronomskim prikazima.

## Primijenjena grafika
Primijenjena grafika javila se iz potrebe za oglašavanjem koje se isprva obavljalo putem glasnika, potom zapisivanjem na kamenim pločama (npr. Hamurabijev zakonik iz Babilona), a u modernim vremenima uz tekst je obvezatna i slika, pa je nastao plakat. Plakat se sastoji od slike (koja bi trebala biti jednostavna, ali privlačna i pamtljiva) i teksta (koji mora biti kratak, jednostavan i jasan, a slova što čitkija). Plakate su često radili umjetnici, pa su oni imali umjetničku vrijednost kao slika ili grafika. Rađeni su grafičkim tehnikama litografijom ili sitotiskom. Prve umjetničke plakate s početka 20. st. radio je francuski slikar Henri de Toulouse-Lautrec; oni su bili neobični, ali jasni s motivima pariškog noćnog života. Danas plakate obično prave grafički dizajneri i umjesto crteža ili slika koriste fotografiju.
- Prva stranica knjige O prirodi Gotike, kritičara umjetnosti Johna Ruskina koji će pokrenuti historicizam neogotike.
- Jules Cheret je prozvan ocem modernog postera nakon što je tiskao prve litografije u boji 1858. god.
- Grafički otisnut uzorak na tkaninama (William Morris, 1878.) pokreta Arts and Crafts.
- Katalog uzoraka za tapete autora Remondini - Bassano iz 18. st. Tapete su također oblik primijenjene grafike, ali nekada i važan dio dizajna interijera.

## Primijenjeno kiparstvo
Primijenjeno kiparstvo je oduvijek bilo vezano za reljefno ukrašavanje građevina, namještaja, uporabnih predmeta, pa i korica knjiga. 
Keramika je skupni naziv za sve proizvode rađene od pečene gline. Prema vrsti gline i načinu obrade razlikujemo: 
- terakota (keramika bez sjaja),
- fajansu (npr. majolika, koja je dobila sjaj visokim temperaturama i glazurom),
- kameninu i
- porculan (izrazito teška tehnika s posebnom glazurom i visokim sjajem).

Prva su se keramička djela javila već u mlađem kamenom dobu (neolitu), a već je bila usavršena u djelima starih civilizacija Mezopotamije, Egipta, Grčke i Rima. Danas se majstori koji prave keramiku zovu keramičari i oni rabe lončarsko kolo ili ulijevaju glinu u kalupe. Tako nastaju ne samo uporabni predmeti, nego i skulpture i reljefi. Najveći umjetnik 20. st., Pablo Picasso, je bio vrlo uspješan keramičar. Najpoznatija je hrvatska keramičarka Ljerka Njerš.
- Narmerova paleta iz oko 3100. pr. Kr. je najraniji primjer primijenjenog kiparstva.
- Rimski kameni sarkofag Junija Basa iz 4. st. ukrašen reljefima.
- Neoklasicistička porculanska urna tvrtke Wedgewood iz 1820. god. (London).)

## Scenografija
Scenografija je vrsta primijenjene umjetnosti koja se bavi uređenjem scene u kazalištu (ili filmu) i stara je koliko i samo kazalište. Scenograf ograđuje kazališnu binu (pozornicu) kulisama koje trebaju dočarati prostor ili ambijent u kojem se radnja predstave događa. Osim kulisa koje se rade od različitih materijala (papira, kartona, platna ili dasaka), scenograf uređuje i dijelove namještaja, tepihe, slike i sl. 
Scenograf je obično likovni umjetnik koji najprije uradi nacrt scene, potom napravi maketu, odredi kakve će biti kulise, te ih onda priprema, oslikava i prilagođava radnji predstave. Kazališna scena može dočarati ulicu, interijer, pejzaž i sl. ovisno o vremenu i mjestu gdje se odvija radnja predstave. Dobra scenografija je vrlo važna za opći dojam i uspjeh predstave, glazbenog festivala ili filma.
Scenografija je danas autonomna neovisna disciplina u evoluciji, koja je prisutna u mnogim djelatnostima poput kazališne scenografije, tehnike scene, kostime i osvjetljavanje scene, koje se smatraju umjetničkim disciplinama integriranim u ostvarenju ambijenta kazališta, kina, izložbenih prostora, modnih manifestacija i dr.

## Kostimografija
Kostimografija je isto tako vezana za kazalište i film, a sastoji se u izradi kostima za kazališne predstave (ili film). Kostimograf je zahtjevno zanimanje jer kostimi moraju biti u skladu s vremenom iz kojeg radnja potječe. Kao i scenograf, kostimograf najprije radi nacrte kostima, pa tek onda odobrene nacrte s krojačima šije za glumce.
Kostimograf je tu da svojim znanjem i vizijom najbolje dočara karakter junaka neke pozorišne predstave, filma itd., kao i atmosferu vremena u kojemu taj junak živi i djeluje. Bilo da je riječ o konkretno poznatim stilovima određenog povijesnog trenutka, ili pak, izmišljenom vremenu i prostoru, kostimograf je čovjek koji oblačeći junake daje jasan, i prije svega neophodan, doprinos oživljavanju vizije jednog redatelja. Naime, odjeća koju nosimo pokazuje mnogo toga: naš karakter, mogućnosti (financijske, pa i mentalne); ona je refleksija, kako našeg unutarnjeg stanja, tako i sredine iz koje potječemo i one u kojoj živimo.

## Dizajn interijera
Dizajn interijera ima važnu ulogu za ljepotu i atraktivnost prostora. Proces dizajniranja producira ljepotu i uključen je u uređenje svih unutarnjih i vanjskih površina. 
Arhitekti interijera ili dizajneri unutarnje arhitekture se bave uređenjem interijera u kojemu provodimo veći dio života i stoga je jako važno kako će taj prostor izgledati. Dobro projektiran i uređen interijer učinit će život ljepšim i ugodnijim, te naš rad na poslu ili u školi manje teškim i neugodnim.
Svaka prostorija treba biti uređena prema svojoj namjeni. Dizajner za unutarnju arhitekturu u svom nacrtu mora predvidjeti svaki detalj (od boje zidova i zavjesa, materijala, namještaja, do ukrasnih predmeta i rasvjetnih tijela), te ih skladno povezati u harmoničnu i jedinstvenu cjelinu, poštovati želje naručitelja, ali izbjegavati kič i nesklad.